# Alphonse Vaysse de Rainneville
Pour les articles homonymes, voir Vaysse et Rainneville (homonymie).
Alphonse Vaysse de Rainneville est un homme politique français né le 25 octobre 1798 à Amiens (Somme) et décédé le 31 décembre 1864 à Paris.
Conseiller d’État, il est député de la Loire de 1846 à 1848, siégeant dans l'opposition. Il est le père de Marie-Joseph Vaysse de Rainneville, député.

## Sources
- « Alphonse Vaysse de Rainneville », dans Adolphe Robert et Gaston Cougny, Dictionnaire des parlementaires français, Edgar Bourloton, 1889-1891 [détail de l’édition]